# Pachydactylus acuminatus
Pachydactylus acuminatus — вид геконоподібних ящірок родини геконових (Gekkonidae). Ендемік Намібії. Раніше вважався підвидом Pachydactylus weberi, однак у 2006 році був визнаний окремим видом.

## Поширення і екологія
Pachydactylus acuminatus мешкають в регіоні Великого Намакваленду на півдні Намібії, в областях Гардап і Карас, між Дувісібом, Аусом і Кітмансхупом. Вони живуть в сухих саванах, в тріщинах серед скель. Зустрічаються на висоті від 800 до 1600 м над рівнем моря. Кілька самиць Pachydactylus acuminatus відкладають яйця в одному місці.